# Rhyssocarpus
Rhyssocarpus är ett släkte av skalbaggar. Rhyssocarpus ingår i familjen vivlar.
Kladogram enligt Catalogue of Life:
| Rhyssocarpus | \| \| Rhyssocarpus squalidus \| \| \| \| |
|              | \| \| Rhyssocarpus squalidus \| \| \| \| |
|              | Rhyssocarpus squalidus                   |
|              |                                          |